# José Valim
José Valim é um programador brasileiro, mais conhecido como o criador da linguagem de programação Elixir e desenvolvedor do framework Phoenix.
Formado em engenharia elétrica pela Universidade de São Paulo, é autor de dois livros: Programming Phoenix e Crafting Rails Applications. É cofundador e diretor de P&D da Plataformatec, consultoria especializada em Elixir e Ruby, adquirida pelo Nubank em janeiro de 2020.
Seus objetivos, ao criar a linguagem de programação Elixir, eram permitir uma maior extensibilidade e produtividade no Erlang VM, mantendo a compatibilidade com ferramentas e ecossistema de Erlang.